# Fase de Classificació de la Copa del Món de Rugbi 1995-Àfrica
La zona africana tenia per a la Copa del Món de Rugbi de 1995 una plaça disponible a sumar a la de Sud-àfrica que tenia assegurada la seva presència com a amfitriona. Set equips lluitaven per la plaça vacant. Per atorgar la plaça es va dissenyar una competició amb un format basat en una fase de grups on els dos primers classificats avançaven a la fase final, la qual seria una lliga a una volta i el guanyador de la qualaccedia a la Copa del món de Rugbi de Sud-àfrica.

## Africa

### Fase 1
Grup A
| Equip                   | Jugats | Guanyats | Empatats | Perduts | A favor | En contra | Diferència | Punts |
| ----------------------- | ------ | -------- | -------- | ------- | ------- | --------- | ---------- | ----- |
| Namíbia                 | 3      | 3        | 0        | 0       | 165     | 55        | +110       | 9     |
| Zimbàbue                | 3      | 2        | 0        | 1       | 118     | 69        | +49        | 7     |
| Kenya                   | 3      | 1        | 0        | 2       | 40      | 105       | −65        | 5     |
| Combinat del Golf Àrab* | 3      | 0        | 0        | 3       | 64      | 138       | −74        | 3     |

- Combinat amb jugadors dels següents països: Bahrain, Kuwait, Oman, Qatar, Aràbia Saudita i els Emirats Àrabs

| Resultats            | Resultats | Resultats | Resultats              | Resultats      |
| Data                 | Local     | Resultat  | Visitant               | Seu            |
| -------------------- | --------- | --------- | ---------------------- | -------------- |
| 3 de juliol de 1993  | Kenya     | 7–42      | Zimbàbue               | Nairobi, Kenya |
| 3 de juliol de 1993  | Namíbia   | 64–20     | Combinat del Golf Àrab | Nairobi, Kenya |
| 7 de juliol de 1993  | Kenya     | 9–60      | Namíbia                | Nairobi, Kenya |
| 7 de juliol de 1993  | Zimbàbue  | 50–21     | Combinat del Golf Àrab | Nairobi, Kenya |
| 10 de juliol de 1993 | Kenya     | 24–23     | Combinat del Golf Àrab | Nairobi, Kenya |
| 10 de juliol de 1993 | Namíbia   | 41–26     | Zimbàbue               | Nairobi, Kenya |

 Namíbia i  Zimbàbue passen a la fase final
Grup B
| Equip         | Jugats | Guanyats | Empatats | Perduts | A favor | En contra | Diferència | Punts |
| ------------- | ------ | -------- | -------- | ------- | ------- | --------- | ---------- | ----- |
| Costa d'Ivori | 2      | 2        | 0        | 0       | 44      | 19        | +25        | 6     |
| Marroc        | 2      | 1        | 0        | 1       | 9       | 30        | −21        | 4     |
| Tunísia       | 2      | 0        | 0        | 2       | 21      | 25        | −4         | 2     |

| Resultats       | Resultats     | Resultats | Resultats     | Resultats      |
| Data            | Local         | Resultat  | Visitant      | Seu            |
| --------------- | ------------- | --------- | ------------- | -------------- |
| 26 octubre 1993 | Tunísia       | 16–19     | Costa d'Ivori | Tunis, Tunísia |
| 28 octubre 1993 | Tunísia       | 5–6       | Marroc        | Tunis, Tunísia |
| 30 octubre 1993 | Costa d'Ivori | 25–3      | Marroc        | Tunis, Tunísia |

 Costa d'Ivori i  Marroc passen a la fase final

### Fase 2
Fase Final
| Equip         | Jugats | Guanyats | Empatats | Perduts | A favor | En contra | Diferència | Punts |
| ------------- | ------ | -------- | -------- | ------- | ------- | --------- | ---------- | ----- |
| Costa d'Ivori | 3      | 2        | 0        | 1       | 39      | 39        | 0          | 7     |
| Namíbia       | 3      | 1        | 1        | 1       | 53      | 49        | +4         | 6     |
| Marroc        | 3      | 1        | 1        | 1       | 42      | 46        | −4         | 6     |
| Zimbàbue      | 3      | 1        | 0        | 2       | 51      | 51        | 0          | 3     |

| Match Results      | Match Results | Match Results | Match Results | Match Results      |
| Date               | Home          | Score         | Away          | Venue              |
| ------------------ | ------------- | ------------- | ------------- | ------------------ |
| 14 De juny de 1994 | Namíbia       | 25–20         | Zimbàbue      | Casablanca, Marroc |
| 14 De juny de 1994 | Marroc        | 17–9          | Costa d'Ivori | Casablanca, Marroc |
| 16 De juny de 1994 | Marroc        | 9–21          | Zimbàbue      | Casablanca, Marroc |
| 16 De juny de 1994 | Costa d'Ivori | 13–12         | Namíbia       | Casablanca, Marroc |
| 18 De juny de 1994 | Costa d'Ivori | 17–10         | Zimbàbue      | Casablanca, Marroc |
| 18 De juny de 1994 | Marroc        | 16–16         | Namíbia       | Casablanca, Marroc |

 Costa d'Ivori es classifica per la Copa del Món de Rugbi de 1995